# Гондор
Гондор (енгл. Gondor) је измишљено краљевство, у измишљеном свету - Арди, енглеског писца Џ. Р. Р. Толкина. Описано је као краљевство Људи на западу Средње земље. Представља централну земљу за дешавања у трећем тому Господара прстенова, Повратак краља и углавном се бави догађајима везаним за „Рат за прстен” и обновом краљевства након њега. Историја краљевства је описана у уводу и додатку Повратка краља.
Према Толкину, Гондор су основала браћа Исилдур и Анарион, који су били једни од преживелих људи Нуменора након његовог потопа. Заједно са Гондором, Нуменорејци су основали и краљевство Арнор, на северу Средње земље, тако да је Гондор такође био познат и као Јужно краљевство.
На основу својих раних концепција, Толкин је почео постепено да ствара историју и географију Гондора "тек" током писања Господара прстенова. Сама улога овог краљевства је код Толкина расла постепено са развитком других радњи у самом Господару прстенова, што је довело до каснијих додатних писања о овом краљевству од стране Толкина.

## Историја
Историја Гондора је описана у неколико Толкинових радова. У склопу наратива самог Господару прстенова, Гондор се први пут помиње на „Елрондовом савету”, где се укратко описују неки догађаја из Другог и Трећег доба, чију историју можемо касније пронаћи у додатку Господара прстенова, на крају Силмарилиона као и у Незавршеним причама.
Територију Гондора су колонизовали Нуменорејци током врхунца своје моћи, ову територију су примарно колонизовали "верни Нуменорејци" на челу са Елендилом. Након потопа Нуменора, Елендил са синовима Исилдуром и Анарионом, долази у Средњу земљу и бива проглашен Високим краљем свиз земаља Дунедаина.
Након битке „Последњег савеза” где су људи заједно са вилењацима поразили Саурона, Исилдур бива именован за првог краља Гондора. Гондор доживљава велики успон и своје златно доба које је дуго трајало и за време којег Гондор осваја велика подручија и води много ратова против Источњака и Харадрима, чак освајајући велики део Харада, док је на Мордор мотрено великим тврђавама које су краљеви Гондора изградили на његовим границама. Овај период успона је пратило и јачање Гондорове морнарице током владавине четири „Краља морепловца”, како их Толкин назива, што је оцртавало њихово нуменорејско наслеђе.
Пропадање Гондора почиње превеликим уживањем у богатству и које је било последица вишевековне моћи и недодирљивости. Слабљењем централне моћи, учестали напади Источњака и Харадрима као и занемаривање опасности која је увек вребала из Мордора, доводи до постепеног пропадања Гондора. Грађански рат који је започео Кастамир (Црни-Нуменорејац) доводи до Гондоровог губитка јужних територија и повлачењем из северне долине реке Андуин. Након 2000 година владавине краљева, ова линија се прекида када Еарнур, последњи краљ Гондора бива изазван на дуел од стране Вешца-краља Ангмара у Мордор 2050. године Трећег доба на који се одазвао отишавши у Мордор, из којег се никада није вратио.
Тако да без наследника линија краљева се прекида и почиње доба управитеља које је трајало до 3021. године Трећег доба и обнове уједињеног краљевства Гондора и Арнора на челу са краљем Арагорном II Елесаром.

## Етимологија
Толкин је за назив Гондор увео из синдарина што значи „Каменита земља” (gond - камен и dor - земља). Овај назив је имао утицај на формирање назива Stoningland које су користили људи Рохана. Ово се односило на веома развијену масонерију и каменорезачку технологију коју су поседовали људи Гондора, те да су скоро све своје грађевине правили од камена. Толкин нам говори да је инспирацију за реч камен gond имао у речи камен - ond из пре-келтског језика Британије. Ondonórë се користи као превод речи Гондор на квенији.

## Географија
Физичка географија Гондора је најбоље илустрована од стране Кристофера Толкина, на основу скица и описа његовог оца из главних радова. Илустрације се могу пронаћи у Господару прстенова и Незавршеним причама. Поједина подручија Гондора су детаљније описана у појединим поглављима разних радова.
Гондор је лоциран у западном делу Средње земље и главни део његове територије је лоциран око залива Белфалас и Белих планина. Тотална површина Гондора приказана на Толкиновим мапама је процењена на 1.855.530 km². На северозападној граници је у почетку постојало краљевство Арнор, на северу се налази дивља земља Рованион која касније постаје краљевство Рохан након што Гондор поклони сву земљу северно од белих планина Рохирима, на истоку земље Руна и Сауронова земља Мордора и на југу пустиње Харада.

## Спошашње везе
- Lord of the Rings Wiki
- Tolkien Estate